# خنزير البحر (كائن أسطوري)
خنزير البحر (المعروف أيضا باسم بوركوس مارينوس) هو الاسم الذي أُطلق على مجموعة متنوعة من الكائنات التي تعيش في البحر أو المخلوقات الأسطورية عبر التاريخ. يعود أقدم ذكر لـ ”خنزير البحر“ إلى اليونان القديمة. وفي هذا السياق، فُسر الاسم على أنه يعني ”خنزير البحر“، إذ يتشابه خنزير البحر مع حيوان الخنزير في شكل الجسم الدائري. ومع ذلك، فإن هذا الأمر محل خلاف بين بعض الباحثين الكلاسيكيين الذين يعتقدون أن قسم ”بوركوس“ من الاسم يشير بدلاً من ذلك إلى الهمهمات المنبعثة من الأسماك المعنية، وليس إلى أي تشابه جسدي مع الخنزير.
ظهرت هذه المخلوقات في خريطة كارتا مارينا، وتم وصفها في المنحوتات الخشبية المصاحبة لها على شكل وحوش خيالية بأربعة أقدام تنين وعين واحدة عند السرة.  وقد حددت الخريطة هذه المخلوقات على أنها تعيش في المياه الواقعة جنوب آيسلندا.
أشارت روايات أخرى من القرنين السادس عشر والسابع عشر إلى كون خنزير البحر الأسطوري يختلف عن المخلوقات البحرية الأكثر شيوعا. وقد وصفت هذه الحيوانات بأنها ”ذات رأس خنزير وأسنان وأنياب مثل الخنزير البري“. وقد وصفت ايضا بأنها تتنقل في مجموعات تضم مئات الأفراد. مع ذلك، كان عالم الطبيعة المعاصر جون راي صريحا في قوله أن خنازير البحر الأسطورية وحيوان خنزير البحر هما الشيء نفسه.